# Ниффер
Ниффе́р (фр. Niffer) — коммуна на северо-востоке Франции в регионе Гранд-Эст (бывший Эльзас — Шампань — Арденны — Лотарингия), департамент Верхний Рейн, округ Мюлуз, кантон Риксайм. До марта 2015 года коммуна административно входила в состав упразднённого кантона Ильзак (округ Мюлуз).
Площадь коммуны — 8,72 км², население — 866 человек (2006) с выраженной тенденцией к росту: 960 человек (2012), плотность населения — 110,1 чел/км².

## Население
Численность населения коммуны в 2011 году составляла 951 человек, а в 2012 году — 960 человек.
| 1962 | 1968 | 1975 | 1982 | 1990 | 1999 | 2006 | 2008 | 2011 | 2012 |
| ---- | ---- | ---- | ---- | ---- | ---- | ---- | ---- | ---- | ---- |
| 225  | 307  | 402  | 575  | 614  | 657  | 866  | 926  | 951  | 960  |

Динамика населения:

## Экономика
В 2010 году из 644 человек трудоспособного возраста (от 15 до 64 лет) 512 были экономически активными, 132 — неактивными (показатель активности 79,5 %, в 1999 году — 70,9 %). Из 512 активных трудоспособных жителей работали 487 человек (269 мужчин и 218 женщин), 25 числились безработными (7 мужчин и 18 женщин). Среди 132 трудоспособных неактивных граждан 28 были учениками либо студентами, 56 — пенсионерами, а ещё 48 — были неактивны в силу других причин.
На протяжении 2011 года в коммуне числилось 351 облагаемое налогом домохозяйство, в котором проживало 927 человек. При этом медиана доходов составила 30759 евро на одного налогоплательщика.

## Достопримечательности (фотогалерея)

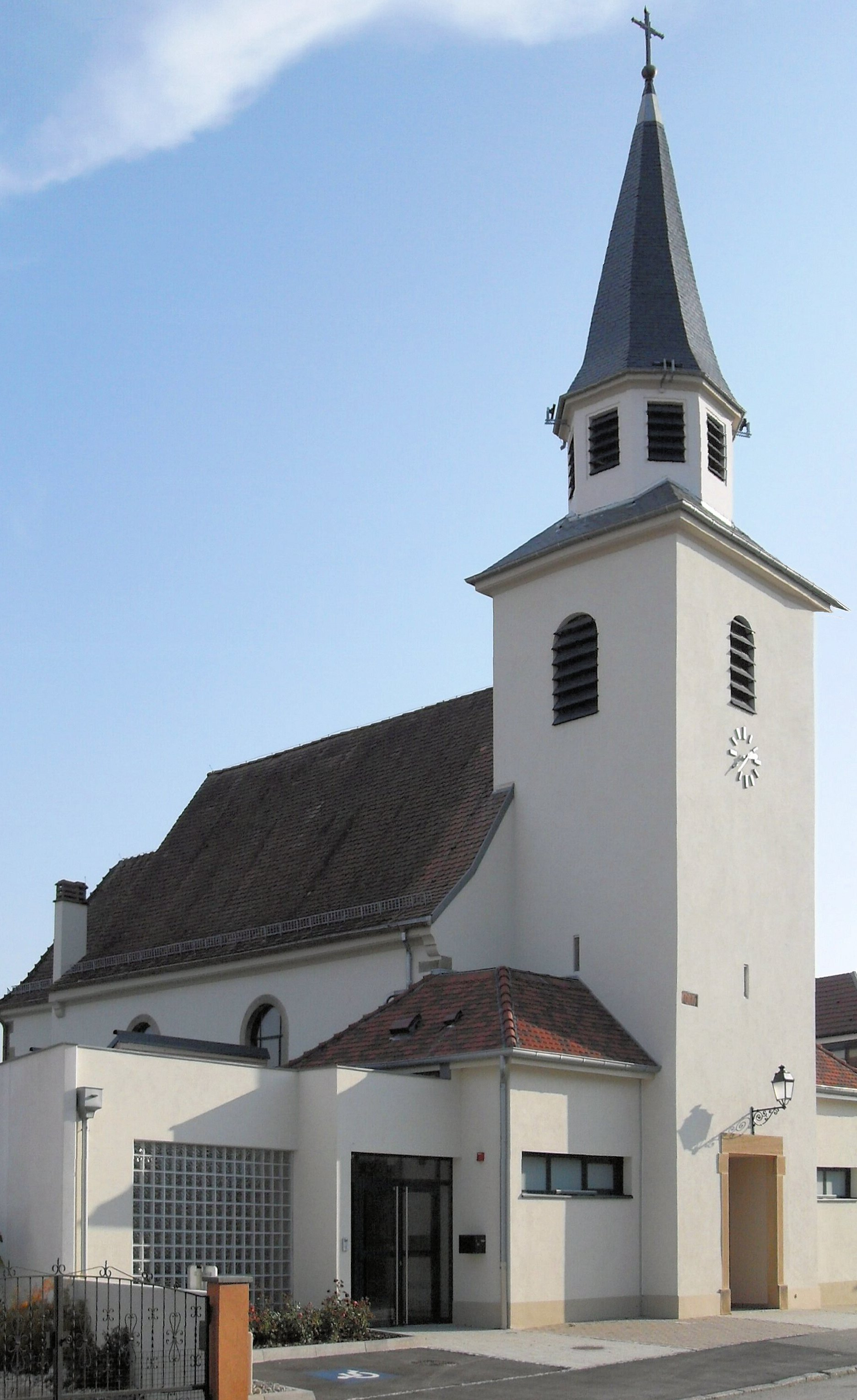
Церковь
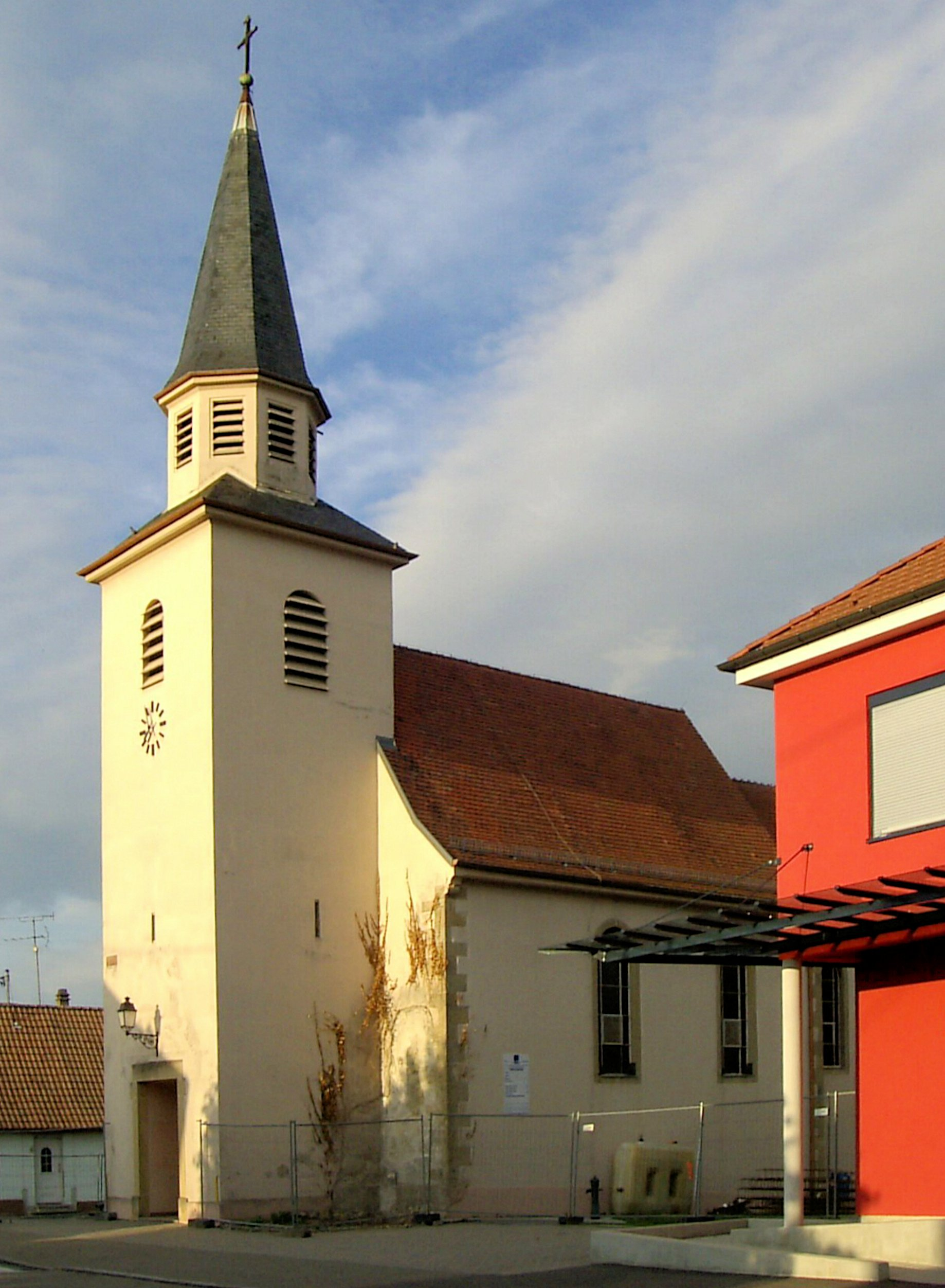
Колокольня